# Michigan-Tor
Das Michigan-Tor (englisch Michigan Goal, auch bekannt als Michigan Move oder Lacrosse-Tor) ist ein Begriff aus dem Eishockey, der eine spezielle Art beschreibt, ein Tor zu erzielen. Ähnlich wie beim Bauerntrick (englisch wrap around) bewegt sich der Schütze direkt vor dem Abschluss hinter dem Tor, was das Abwehren des Torschusses für den Torhüter besonders erschwert. Im Unterschied zum normalen Bauerntrick nimmt der Schütze den Puck allerdings mit der Kelle auf und befördert ihn mit einer schwungvollen Bewegung in den oberen Bereich des Tores unterhalb der Torlatte (daher auch der alternative englische Begriff high wrap).

## Entstehung und Verbreitung
Das namensgebende Michigan-Tor schoss der kanadische College-Spieler Mike Legg im März 1996, als er für die Michigan Wolverines, das Team der University of Michigan, im regionalen Halbfinale des NCAA-Division-I-Turniers gegen die Minnesota Golden Gophers traf. Legg hatte den Trick ursprünglich von Bill Armstrong gelernt, die beiden kannten sich aus ihrer Geburtsstadt London in Ontario.
In den Folgejahren blieben Michigan-Tore auf dem höchsten Niveau selten, gelangen aber gelegentlich im internationalen Eishockey. So schoss Mikael Granlund ein solches Tor im Halbfinale der Weltmeisterschaft 2011 beim Spiel Finnland gegen Russland in Bratislava. Danach dauerte es weitere achteinhalb Jahre, bis das erste Michigan-Tor in der NHL fiel: Andrei Swetschnikow traf im Oktober 2019 im Spiel seiner Carolina Hurricanes gegen die Calgary Flames. Weitere Michigan-Tore in der NHL folgten noch in derselben Saison, zunächst wiederum durch Swetschnikow sowie später durch Filip Forsberg von den Nashville Predators. Seitdem fallen Michigan-Tore in der NHL mit zunehmender Häufigkeit. So gelangen Trevor Zegras von den Anaheim Ducks gleich zwei Michigan-Tore in der Saison 2021/22 sowie ein weiteres im Dezember 2023. Im Fraueneishockey sind Michigan-Versuche bisher noch sehr selten: So schoss die US-Amerikanerin Abby Roque von den New York Sirens das erste Michigan-Tor in einem PWHL-Spiel im März 2025.
Auch im deutschen Eishockey konnte man den erfolgreichen Kunstschuss schon mehrfach bewundern: Schon in den 2000er Jahren hat Yanick Dubé für den EC Bad Tölz in der 2. Eishockey-Bundesliga per Michigan-Tor getroffen, ebenso wie später Yannic Bauer für den Deggendorfer SC in der Eishockey-Oberliga Saison 2022/23 gegen die Passau Black Hawks. Das erste dokumentierte Michigan-Tor in der höchsten deutschen Spielklasse schoss Miks Indrašis im November 2022 für die Schwenninger Wild Wings im Duell mit den Eisbären Berlin.